# 恋妹SWEET☆DAYS
『恋妹SWEET☆DAYS』は2012年5月25日に Parasolより発売された18禁恋愛アドベンチャーゲームである。2013年2月8日にはダウンロード版も発売された。

## ストーリー
（出典：）
主人公・八千穂大和はごく平凡な学生である。1人の姉と、離れて暮らす2人の妹から愛情を受け、日々をつつがなく暮らしてきた。
しかし、姉からの一言で大和の平和な生活は終わりを告げる。姉いわく、大和は全寮制の女子校・響迦院学園（きょうかいんがくえん）に転校しなければならなくなった。
実はこの学園では、経営権を巡る争いが水面下で起きていた。その騒動に、コンサルタントを営む両親も加担していたのだ。大和は共学化に向けてのテストケースという名目で、学園に送り込まれる。そして、理事長の娘・響迦院百合香を手篭めにしろという指示を受ける。
編入を果たした大和は、子供のころを一緒に過ごした少女たちと学園で再会する。学園寮に暮らしている2人の妹、八千穂茜・八千穂葵に、大切な幼なじみ・山宮恵那。思わぬ再会に、長年募らせてきた彼女たちの想いは爆発する。それは、兄妹や幼なじみという関係を壊すに足る勢いだった。

## 登場人物

### メインキャラクター
八千穂 大和（やちほ やまと）
本作の主人公。1人の姉と2人の妹がいる。家族関係は良好で、ややシスコン気味なところがある。学園経営を巡る騒動に巻き込まれてしまう。
八千穂 葵（やちほ あおい）
声 - 夏野こおり
誕生日 - 7月7日
身長 - 151cm B/W/H - 71/51/74
八千穂家の次女で、大和の1歳年下の妹。兄のことを心底慕っており、その感情を隠そうとしない。明るい性格なため、クラスメイトからの人気が高い。恥ずかしがりやな性格で、気恥ずかしさを勢いで誤魔化すことが多い。兄だけではなく姉や妹も溺愛しており、姉妹間のスキンシップが多い。
公式サイト上でキャラクター人気投票が2回行われた際には、2回とも1位を獲得した。
八千穂 茜（やちほ あかね）
声 - 野神奈々
誕生日 - 12月1日
身長 - 144cm B/W/H - 69/50/76
八千穂家の三女で、大和の2歳年下の妹。寡黙な少女だが、内に秘めた兄への想いは強く、兄が絡むと途端に行動的になる。成績は優秀で、学園では常に首席争いをしている。
響迦院 百合香（きょうかいん ゆりか）
声 - 寺井いなほ
誕生日 - 6月11日
身長 - 155cm B/W/H - 77/57/81
響迦院学園理事長の娘。成績優秀で品行方正に振舞っている。美しい容姿と面倒見のよさから、学園では人気がある。意外にも抜けているところがあり、ドジな行いをして暴走をすることがある。男性には免疫がなく、それを隠すためにきつく振る舞う。
山宮 恵那（やまみや えな）
声 - 松田理沙
誕生日 - 8月26日
身長 - 157cm B/W/H - 74/53/76
大和の幼なじみ。柔和な性格でマイペース。幼いころから大和を慕っている。ランニング好きが高じて、陸上部に所属している。高千穂家とは昔から仲良くしてきたため、大和にとっては妹のような存在である。

### サブキャラクター
八千穂 梓（やちほ あずさ）
声 - かわしまりの
誕生日 - 11月8日
身長 - 168cm B/W/H 87/56/89
八千穂家の長女で、大和の姉。保険医として学園に潜入している。学園乗っ取り計画の細部を知るフィクサーでもある。弟や妹に対して強い愛情を抱いており、家族愛を超えた過剰なスキンシップを行う。
鰍沢 藤乃（かじかざわ ふじの）
声 - 大波こなみ
誕生日 - 8月2日
身長 - 142cm B/W/H 68/46/68
学園寮の管理人。見た目は幼いが、梓と同年代の女性である。梓の学生時代からの友人であり、八千穂家とも長く付き合っている。世話好きな性格なため、学園寮で人気がある。
茅野 侑子（かやの ゆうこ）
声 - 小倉結衣
誕生日 - 6月24日
身長 - 149cm B/W/H 70/48/71
報道部に所属する少女。学園の2年生である。明るい性格で、悩み事とは縁がないほど。恵那のことを愛しており、肉体関係を持ちたいと思っている。
普門寺 綺依里（ふもんじ きより）
声 - 青葉りんご
誕生日 - 10月19日
身長 - 163cm B/W/H 74/48/75
百合香のいとこであり、付き人。ボーイッシュな雰囲気を持つため、同性から熱烈に支持されている。女の子から告白されることが多いが、自身は普通に異性と恋がしたいと思っている。真面目な性格だが、心を開いた相手には柔和な態度を取る。

## 主題歌
オープニング主題歌「カラフル precious life」
作詞：天ケ咲麗 / 作編曲：iyuna / 歌：solfa feat. 茶太
葵エンディング主題歌「new melody」
作詞：天ケ咲麗 / 作編曲：伊吹ユキヒロ / 歌：solfa feat.八千穂葵（夏野こおり）
茜エンディング主題歌「胸のイタミ」
作詞：天ケ咲麗 / 作編曲：iyuna / 歌：solfa feat.八千穂茜（野神奈々）
百合香エンディング主題歌「夢の続き」
作詞：天ケ咲麗 / 作編曲：iyuna / 歌：solfa feat.響迦院百合香（寺井いなほ）
恵那エンディング主題歌「スピードパワー」
作詞：天ケ咲麗 / 作編曲：橋咲透 / 歌：solfa feat.山宮恵那（松田理沙）

## 関連商品
恋妹SWEET☆DAYS charactersong album
2012年6月1日発売 / 発売元：solfa / marble sky records / 品番：LSRC-014
主題歌、各キャラクターエンディング曲、ゲーム内で使用されたキャラクターイメージBGMを収録したコンプリートアルバム。